# Sollenau
Sollenau là một thị xã thuộc huyện Wiener Neustadt-Land, Lower Austria, Áo.